# Грей, Челси
Челси Нишель Грей (англ. Chelsea Nichelle Gray; родилась 8 октября 1992 года, Хейвард, штат Калифорния, США) — американская профессиональная баскетболистка, выступающая в женской национальной баскетбольной ассоциации в команде «Лас-Вегас Эйсес». Была выбрана на драфте ВНБА 2014 года в первом раунде под 11-м номером командой «Коннектикут Сан». Играет на позиции разыгрывающего защитника. Чемпионка Олимпийских игр 2020 года в Токио, чемпионата мира 2022 года в Австралии и Олимпийских игр 2024 года в Париже.

## Ранние годы
Челси родилась 8 октября 1992 года в городе Хейвард (штат Калифорния) в семье Джеймса и Вики Грей, у неё есть старший брат, Джавон, училась же она немного восточнее в городе Стоктон в средней школе Сент-Мэрис, в которой выступала за местную баскетбольную команду.